# Mare d’Oursi
Das Mare d’Oursi ist ein See im Norden Burkina Fasos, an dessen nördlichem Ufer der Ort Oursi liegt.

## Beschreibung
Der See speist sich aus einigen kleinen, nur in der Regenzeit Wasser führenden Zuflüssen und hat keinen Abfluss. Als wichtige Station für Zugvögel ist das Mare d’Oursi ein Ramsar-Schutzgebiet. Zudem ist es in der Region ein wichtiges Wasserreservoir für Mensch und Vieh.

## Weblinks

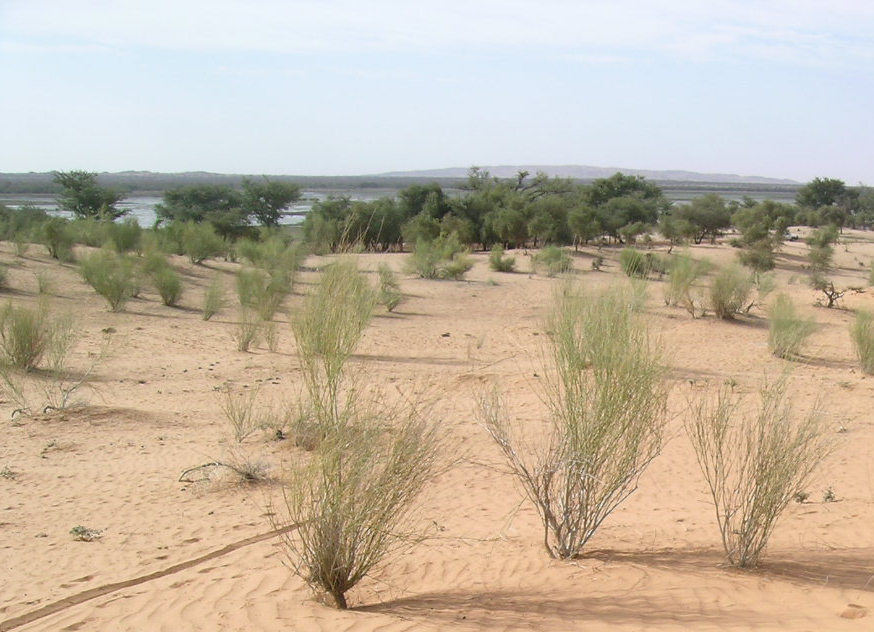
Sahellandschaft am Mare d’Oursi mit Leptadenia pyrotechnica